# فیتینگ فشاری

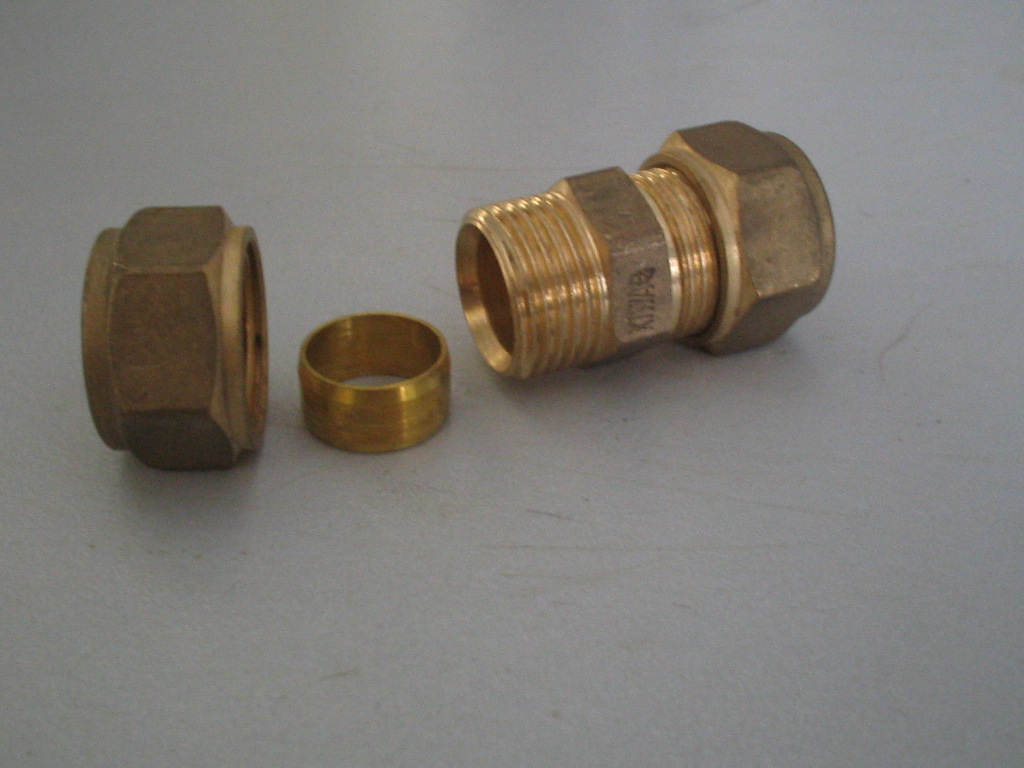
یک اتصال فشاری برنجی تک حلقه

فیتینگ فشاری یا اتصال فشاری (به انگلیسی: Compression fitting) نوعی اتصال است که در لوله‌کشی برای اتصال دو یا چند لوله به هم مورد استفاده قرار می‌گیرد. فیتینگ‌های فشاری یک اتصال با یکپارچگی بالا برای لوله‌های با قطر کوچک هستند. فیتینگ‌های فشاری قوی با حلقه‌های فلزی با حداکثر فشار کاری ۷۵۰ بار، می‌توانند لوله‌هایی با قطر بیرونی تا ۲ اینچ یا ۳۸ میلیمتر را بپذیرند. در برخی موارد، می‌توان از حلقه‌های الاستومری استفاده کرد.
فیتینگ‌های فشاری معمولاً دارای یک یا دو حلقه (ferrule) هستند که بر روی لوله قرار گرفته و پس از بسته شدن مهره، لوله را چنگ زده و آن را کمی تغییر شکل می‌دهند. یک مزیت اصلی این نوع اتصالات قابلیت باز و بست کردن آسان آنها پس از ایجاد اتصال است.
از فیتینگ‌های فشاری به‌طور گسترده‌ای در سیستم‌های هیدرولیک، گاز و آب استفاده می‌شود. فیتینگ‌های فشاری در جنس‌های مختلفی از قبیل مس، برنج، فولاد زنگ‌نزن و پلاستیک در بازار موجود هستند. فیتینگ لاله‌ای یکی از انواع فیتینگ‌های فشاری است که فاقد حلقه گزنده می‌باشد. استاندارد ISO 8434-1 از جمله استانداردهای موجود برای فیتینگ‌های فشاری دارای حلقه گزنده و مخروط آب‌بندی اورینگی با زاویه مخروط ۲۴درجه می‌باشد که بیشتر برای لوله‌های سیالات توان (سیالات هیدرولیکی و پنوماتیکی که به عنوان منبع انرژی استفاده می‌شوند) و کاربردهای عمومی استفاده دارد.

## عملکرد و طراحی

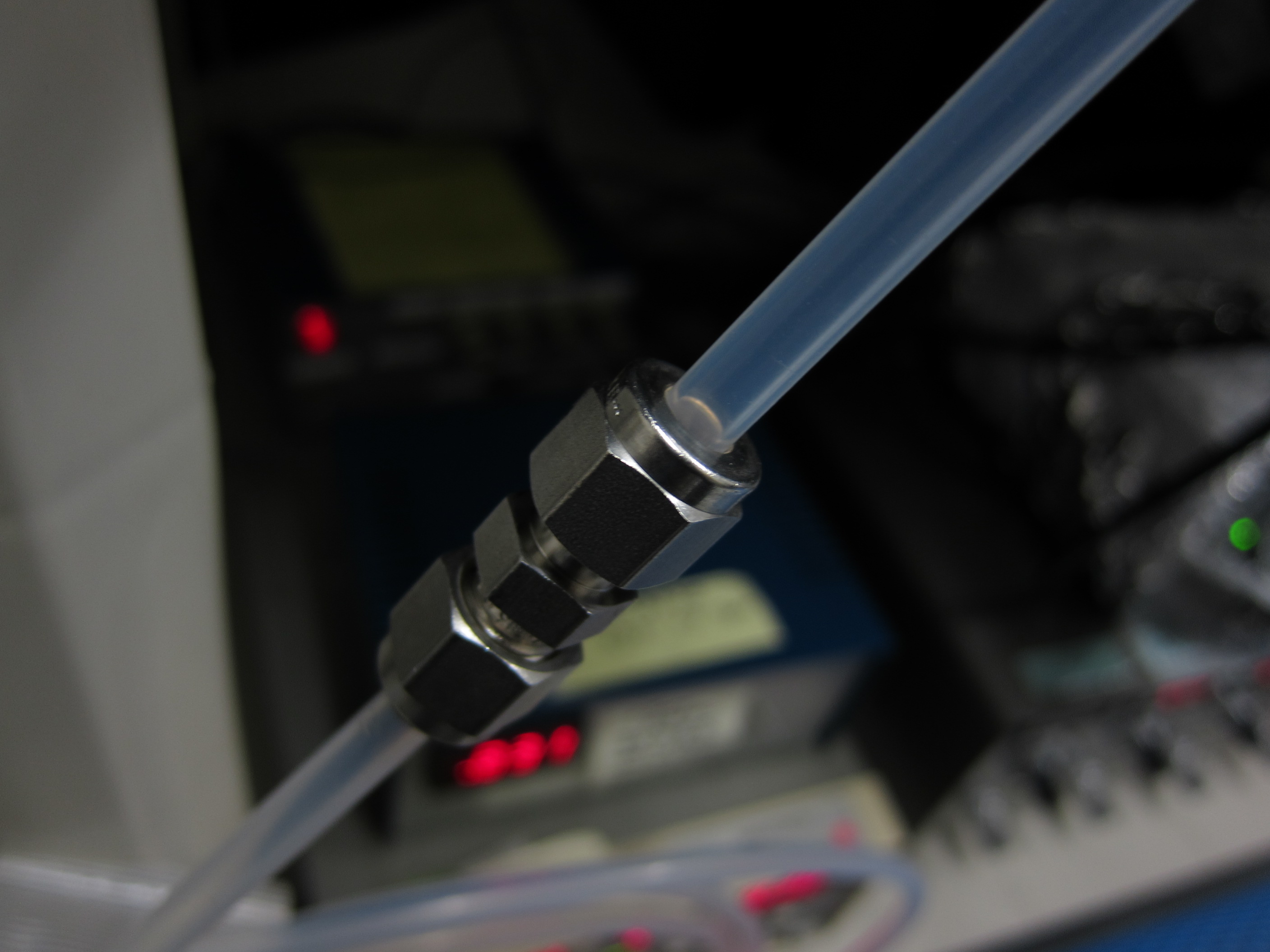
یک اتصال فشاری

برخلاف اتصالات رزوه‌ای، اتصالات فشاری برای ایجاد یک اتصال آب‌بند به حلقه یا حلقه‌هایی متکی هستند. هنگامی که مهره اتصال سفت می‌شود، حلقه (ferrule) بین مهره و لوله فشرده می‌شود. در نتیجه این فشرده‌سازی، حلقه به‌طور مؤثری لوله را گاز می‌گیرد و در نتیجه فیتینگ به لوله با قدرت بالایی چنگ زده و یک آب‌بندی قوی ایجاد می‌کند. قابلیت اطمینان این چنگ‌زدگی به لوله به این بستگی دارد که حلقه چنگ‌زننده چقدر این عملکرد را خوب انجام می‌دهد.
دو طراحی اساسی برای اتصالات فشاری وجود دارد:
- طرح اصلی: که از یک حلقه با لبه تیز در قطر داخلی استفاده می‌کند که هنگام فشرده شدن، این حلقه به داخل لوله فرورفته و آن را گاز می‌گیرد. در این حالت حلقه بخشی از لوله می‌شود.
- طرح اصلاح شده: در طرح اصلاح شده به جای گاز گرفتن لوله، قطر خارجی لوله به شکل قالب حلقه درمی‌آید.

از طرح اصلاح شده فقط تا حد مشخصی از ضخامت دیواره می‌توان استفاده کرد، اما از طرح حلقه گزنده در هر لوله‌ای با هر مقدار ضخامت دیواره‌ای می‌توان استفاده کرد. فیتینگ‌های فشاری را می‌توان بدون نیاز به ابزار خاص یا جوشکاری به راحتی به انتهای یک لوله که کاملاً قائم بریده شده‌است، متصل کرد.
برخی از طرح‌ها اجازه مشاهده مستقیم میزان فشرده‌سازی صحیح حلقه و سفت شدن مهره اتصال را می‌دهند. شکاف یا گپ بین بدنه و مهره اتصال را می‌توان با گیج «برو-نرو» بررسی کرد. با این روش ساده می‌توان اتصالات شل را تشخیص داده و از اعمال گشتاور بیش از حد جلوگیری کرد.
در یک سیستم یکپارچگی بالا نباید برای آب‌بندی از آب‌بندی به روش رزوه‌های مخروطی استفاده کرد. طراحی اولیه سیستم باید نوع اتصالات مورد استفاده در سراسر سیستم را روشن کند. سیال فرایند در تماس مستقیم با بدنه اتصال، حلقه و لوله است. برای جلوگیری از نشتی، تمام اجزای در تماس با سیال فرایند باید در برابر خوردگی مقاوم باشند. هنگام انتخاب جنس باید محیط را نیز در نظر گرفت. اتصالات فشاری لزوماً بر اساس استاندارد یا کد طراحی نشده‌اند.

### طرح تک حلقه (Single Ferrule)

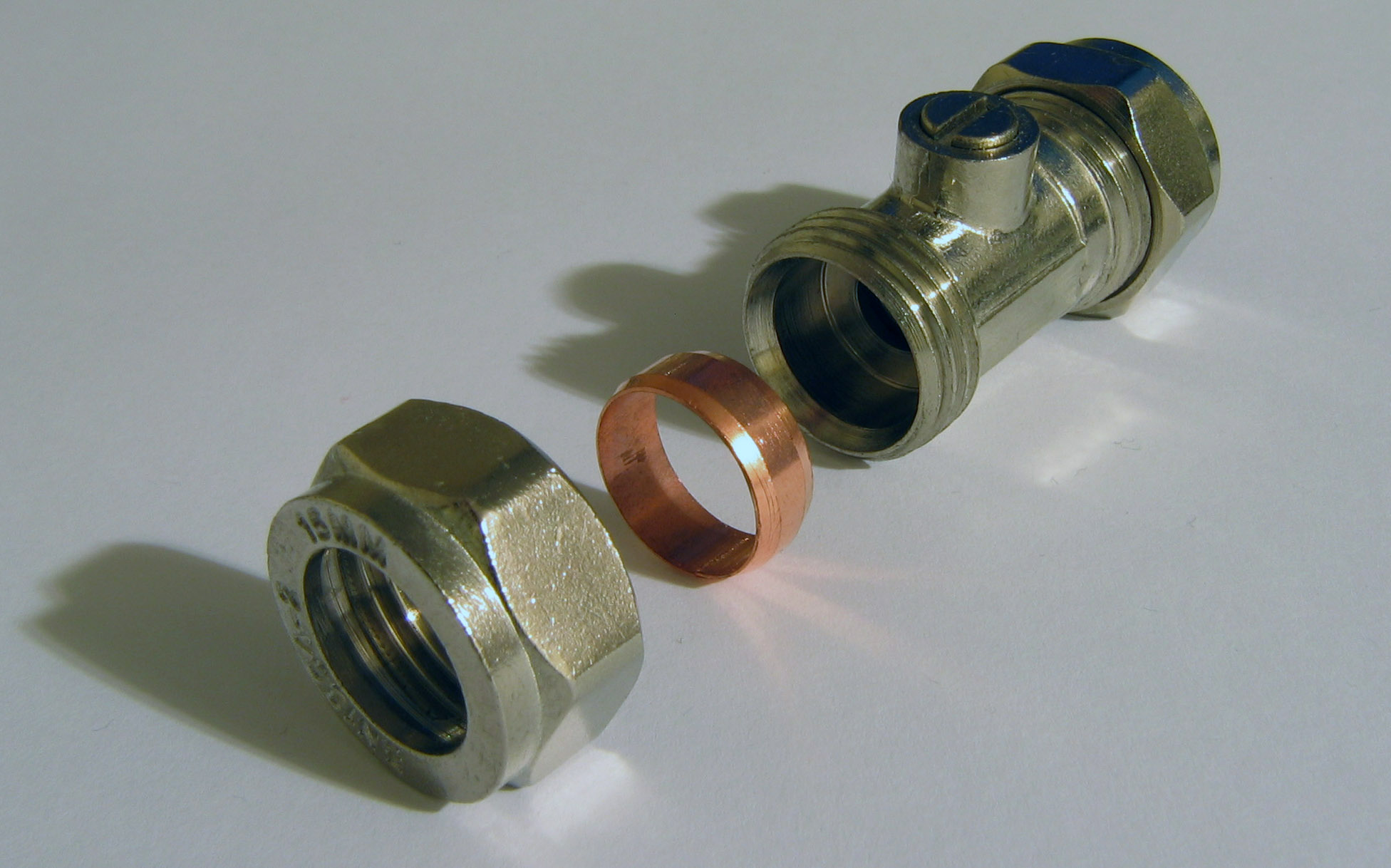
یک شیر قطع و وصل با اتصال فشاری تک حلقه از جنس مس

یکی از محبوب‌ترین طرح‌های اتصالات فشاری کم فشار، از بدنه و مهره‌های برنجی و یک حلقه مسی ساده استفاده می‌کند. این سبک از اتصالات فشاری به‌طور گسترده با لوله مسی سبک، مطابق با استاندارد BS EN 1057، برای سیستم‌های آب خانگی و تجاری استفاده می‌شود. اگر خطر خوردگی گالوانیک وجود نداشته باشد، می‌توان از لوله فولادی زنگ‌نزن سبک نیز استفاده کرد. این اتصال برای سیستم‌های هوای فشرده و آب بسیار مناسب است. اتصال را می‌توان بارها باز و بست کرد. برای این‌کار استفاده از یک روانکار خوب توصیه می‌شود. این نوع اتصالات برای لوله‌های با قطر بیرونی ۶ میلیمتر تا ۶۰٫۶ میلیمتر موجود هستند. اندازه‌های بزرگ‌تر، تا ۱۰۸ میلیمتر، به جای رزوه، از مهره ماسوره‌های پیچ و مهره‌ای استفاده می‌کنند. در یک طرح کمی تغییر یافته از یک حلقه برنجی شکل‌دار استفاده می‌شود. این طرح نیز بدون ایجاد برش در دیواره لوله تغییر شکل می‌دهد. این طرح‌ها هر دو از حلقه متقارن استفاده می‌کنند و نمی‌توان آنها را در جهت اشتباه نصب کرد.

### طرح دو حلقه (Double Ferrule)

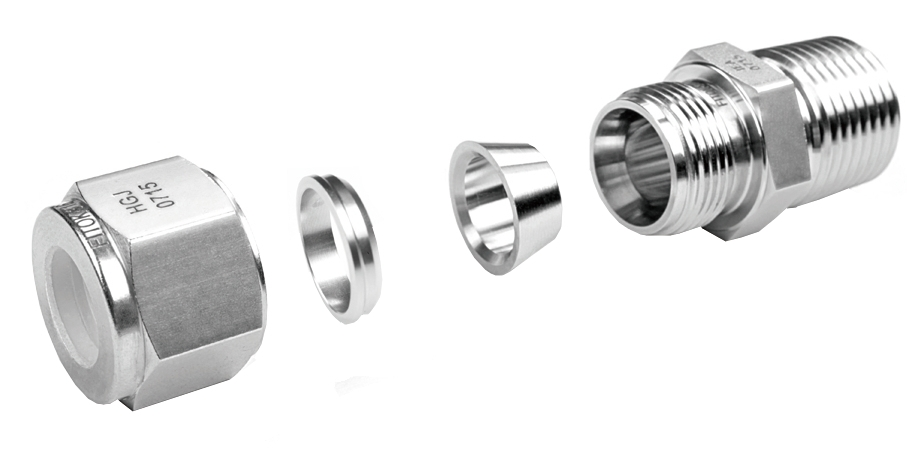
نوعی اتصال فشاری دو حلقه از جنس فولاد زنگ نزن.

فیتینگ‌های دو حلقه‌ای برای جلوگیری از مشکلات احتمالی چرخش حلقه و لوله، در هنگام سفت کردن مهره اولیه طراحی شده‌اند. حلقه دوم با هدف پشتیبانی محوری از حلقه آب‌بند کننده اضافه شده‌است. فیتینگ‌های فشاری دوحلقه برای صنایع فرایندی طراحی شده‌اند و معمولاً در جنس‌های آلومینیوم، برنج، فولاد، فولاد زنگ‌نزن، آلیاژ۲۰، و تیتانیوم ساخته می‌شوند. این فیتینگ‌ها در جنس‌های غیر فلزی مانند نایلون و پی‌تی‌اف‌ای نیز موجود هستند. فیتینگ‌های فشاری دو حلقه معمولاً بهترین انتخاب برای سیالات خطرناک در نظر گرفته می‌شوند.

### حلقه‌های غیرفلزی
جنس حلقه فیتینگ‌های فشاری تک حلقه و دو حلقه می‌تواند برای کاربردهای خاص از مواد غیر فلزی مانند نایلون، تفلون یا پلی‌آمید باشد. اتصالات فشاری برای لوله‌کشی با قطر زیاد و فشار کم به‌طور خاص با حلقه‌های الاستومری ساخته می‌شوند. یک غلاف با یک فرورفتگی مخروطی برای پذیرش حلقه شکل‌دار که توسط فلنجی به شکل مشابه فشرده می‌شود، تولید می‌شود. هنگامی که پیچ‌های اتصال سفت می‌شوند، حلقه‌ها فشرده می‌شوند و انتهای لوله را می‌گیرند. حلقه به‌طور کامل لوله را احاطه کرده و میزانی از انعطاف‌پذیری در پذیرش خطا در هم ترازی را به اتصال می‌دهد. مواد فلزی استاندارد عبارتند از فولاد کربنی و چدن چکش خوار.